# Lilo and Stitch: The Series
por filme de 2025, veja como Lilo & Stitch (2025).
Lilo & Stitch: The Series (intitulada simplesmente Disney's Lilo & Stitch no título e nos registros de direitos autorais dos EUA) no Brasil Lilo & Stitch: A Série é uma série de animação americana produzida pela Walt Disney Television Animation . Estreou na ABC em 20 de setembro de 2003, como parte do ABC Kids,  com estreia atrasada no Disney Channel em 12 de outubro de 2003.   A série terminou em 29 de julho de 2006, após exibir 65 episódios  em duas temporadas.
Uma sequência do filme de 2002 no qual o filme foi baseado, e a continuação do piloto lançado diretamente em vídeo Stitch! O Filme, foi a primeira das três séries de televisão produzidas na franquia Lilo & Stitch, e a única a manter o mesmo cenário do filme original.  Foi ao ar no Disney Channel em todo o mundo, mas só foi lançado em DVD completo no Japão, em quatro box sets. Em 12 de novembro de 2019, a série foi disponibilizada para transmissão no Disney+, imediatamente após o lançamento do serviço. 

## Trama
Dando continuidade ao que aconteceu em Stitch! The Movie, Lilo e Stitch recebem a missão de coletar os 623 experimentos faltantes de Jumba, transformando-os de ruins para bons, e encontrando o lugar onde eles realmente pertencem. Enquanto isso, o ex-Capitão Gantu e seu parceiro relutante, o "Experimento 625" (que depois é nomeado Reuben), tentam capturar os experimentos para o Dr. Hämsterviel, que está preso.
Com duas temporadas, a série teve um total de 65 episódios. A história da série foi concluída com a exibição do filme para televisão Leroy & Stitch no Disney Channel, em 23 de junho de 2006.

## Episódios de crossover
Durante sua segunda temporada, Lilo & Stitch: The Series teve crossovers com outros quatro programas da Walt Disney , três dos quais foram ao ar durante sua exibição e um dos quais já havia terminado antes do início da produção do programa. De acordo com a produtora executiva Jess Winfield,  esses episódios foram inspirados nos quatro teaser trailers "Inter-Stitch-al" que foram feitos para o filme original Lilo & Stitch, que mostrou Stitch invadindo cenas de vários filmes da Disney Renaissance ( A Pequena Sereia, A Bela e a Fera, Aladdin e O Rei Leão ) e arruinando-os.
- "Morpholomew" (2ª temporada, episódio 13) apresenta personagens de American Dragon: Jake Long .
- "Spats" (2ª temporada, episódio 14) apresenta personagens de The Proud Family .
- "Rufus" (2ª temporada, episódio 19) apresenta personagens de Kim Possible .
- "Lax" (2ª temporada, episódio 21) apresenta personagens de Recess .

## Personagens
Principal
- Stitch (dublado por Chris Sanders ), também conhecido como Experimento 626, [b] é um dos dois personagens principais. Depois de descobrir sobre seus outros 625 " primos " experimentais, ele e Lilo partem para encontrá-los, reformá-los e fazê-los se juntar à sua ʻ em constante expansão. Ele também aprende mais sobre a vida na Terra ao longo do caminho.
- Lilo Pelekai (dublado por Daveigh Chase ) é o outro personagem principal. Ela é a dona e melhor amiga de Stitch. Ela ajuda Stitch a encontrar seus "primos", dando-lhes nomes e encontrando para eles um "único lugar verdadeiro" onde eles podem usar suas habilidades para o bem.
- Dr. Jumba Jookiba (dublado por David Ogden Stiers ) é o criador de muitos experimentos genéticos, que incluem Stitch e Reuben. Ele vive com os Pelekai ʻ depois de ser exilado para a Terra no filme original, junto com Pleakley. Ele interpreta o papel de " tio " de Lilo e Nani em ʻ e usa um disfarce humano em público. Ele frequentemente auxilia Lilo e Stitch a capturar os experimentos, geralmente fornecendo-lhes explicações sobre seus experimentos e várias ferramentas que ele cria.
- Pleakley (dublado por Kevin McDonald ) é um ex-agente da Federação Galáctica Unida. Ele vive com os Pelekai ʻ depois de ser exilado para a Terra no filme original, junto com Jumba. Ele interpreta o papel de " tia " de Lilo e Nani em ʻ e frequentemente se veste de mulher para o papel. Ele também auxilia Lilo e Stitch a capturar os experimentos, mas em menor extensão. Ele normalmente ajuda Nani a cuidar da casa. Sendo um autoproclamado "especialista na Terra", ele sempre tenta experimentar o que a Terra tem a oferecer com base em suas pesquisas questionáveis baseadas na mídia de massa . No episódio "Fibber", foi revelado que seu primeiro nome é Wendy.
- Gantu (dublado por Kevin Michael Richardson ) é o capanga de Hämsterviel que foi aposentado à força de sua posição pela Grande Conselheira como capitão da Armada Galáctica no final do filme original. Ele luta contra Lilo e Stitch para capturar os experimentos, mas geralmente (mas nem sempre) é derrotado devido à sua arrogância, azar e às habilidades superiores de Stitch.
- Nani Pelekai (dublada por Tia Carrere ) é a irmã mais velha de Lilo, tutora legal e zeladora da casa em que vivem. Ela geralmente está ocupada e estressada, e frequentemente tem que lidar com as palhaçadas de Lilo e Stitch. Ela trabalha em uma barraca de aluguel de pranchas de surfe e equipamentos de praia na Praia de Lahui no início da primeira temporada, mas muda de emprego para a ala de aluguel do Birds of Paradise Hotel no meio da temporada.
- X-625 [b] (dublado por Rob Paulsen ) é o ajudante de Gantu na captura de experimentos. Ele é um experimento genético que possui todas as habilidades de Stitch (além de uma maior fluência em inglês). No entanto, ele é um covarde preguiçoso que prefere fazer sanduíches a lutar. Ele é referido pelo seu número de experimento ao longo da série ; ele não recebeu um nome até Leroy & Stitch, onde Lilo o batiza como "Reuben", embora Lilo o chame de "Garoto Sanduíche" uma vez no episódio "627". [b]
- O Dr. Jacques von Hämsterviel (dublado por Jeff Bennett ) é o antigo parceiro de laboratório de Jumba que busca capturar os experimentos genéticos que ele ajudou a criar por meio de financiamento, contratando Gantu para ajudar. Ele trabalha em sua "cela de prisão", que ele montou como laboratório. Para seu desgosto, seu nome costuma ser pronunciado incorretamente, geralmente como "Hamsterwheel" ou "Hamsterveal".

## Produção
Em julho de 2002, Thomas Schumacher, então presidente da Walt Disney Feature Animation, anunciou que a Disney estava desenvolvendo uma sequência de série de televisão para o filme para o Disney Channel no outono de 2003 sob o título provisório de Stitch! A série de TV .  A série foi anunciada junto com o filme lançado diretamente em vídeo, Stitch! O Filme .  Os diretores de animação televisiva Tony Craig e Bobs Gannaway, que trabalharam em séries animadas da Disney como A Casa do Mickey e Timão e Pumba do Rei Leão, e a roteirista de televisão Jess Winfield, que escreveu para Teacher's Pet e Buzz Lightyear do Comando Estelar, atuaram como produtores executivos do programa.  Victor Cook e Don MacKinnon dirigiram os primeiros 39 episódios do programa, que compuseram a primeira temporada.  Nos 26 episódios restantes, que compunham a segunda temporada, Rob LaDuca substituiu MacKinnon como o outro diretor principal ao lado de Cook, enquanto Craig dirigiu dois episódios, "Spike" e "Shoe".
A série foi ao ar como parte do bloco ABC Kids na ABC de 20 de setembro de 2003 a 2 de setembro de 2006, no Disney Channel de 12 de outubro de 2003 a 2010 e novamente como parte do bloco Disney Replay de 20 de agosto de 2014 a 1º de janeiro de 2015 e Toon Disney de 16 de janeiro de 2006 a 8 de fevereiro de 2009, dias antes da rede mudar o nome para Disney XD, que eventualmente reprisou a série de 11 de março a 29 de julho de 2018. O programa também foi ao ar como programa de lançamento no canal Disney Junior de 23 de março de 2012 a 3 de setembro de 2013, marcando a primeira série original do Disney Channel a ser exibida naquela rede.

### Mídia doméstica
Apenas alguns episódios de Lilo & Stitch: The Series foram lançados em mídia doméstica nos Estados Unidos. Os episódios "Clip" e "Mr. Stenchy" foram bônus de um jogo de tabuleiro em DVD chamado Lilo & Stitch's Island of Adventures, lançado em 11 de novembro de 2003.   Outros dois episódios, "Slushy" e "Poxy", foram lançados em compilações separadas de séries do Disney Channel para Game Boy Advance Video . Por fim, o episódio final "Link" foi um bônus no DVD de Leroy & Stitch, lançado em 27 de junho de 2006, um mês antes do episódio ir ao ar na televisão.

### Streaming
Lilo & Stitch: A série estava disponível no extinto serviço de streaming DisneyLife no Reino Unido. 
O primeiro lançamento de streaming digital americano da série foi pelo serviço DisneyNow da TV Everywhere em 2018, enquanto o programa foi reprisado no Disney XD, embora tenha sido removido do serviço em agosto daquele ano. Mais tarde, foi disponibilizado digitalmente nos Estados Unidos novamente e em outros países no Disney+ quando esse serviço foi lançado em 12 de novembro de 2019, junto com todos os quatro longas-metragens Lilo & Stitch .  Por razões desconhecidas, a listagem do Disney+ afirma que a série ' terminou em 2004 e não em 2006.

### Recepção
Em uma crítica já excluída do filme final Leroy & Stitch, Skyler Miller da AllMovie chamou Lilo & Stitch: The Series de uma série de televisão de "alta qualidade", afirmando que "foi uma surpresa agradável para os fãs do filme de 2002, continuando seu espírito bem-humorado e excêntrico ao mesmo tempo em que introduzia o engenhoso dispositivo de enredo de ter a dupla titular capturando e reabilitando os 625 'primos' de Stitch." 
Betsy Wallace, da Common Sense Media, deu 3 de 5 estrelas à qualidade do programa, aplicável para idades de 6 anos ou mais. Wallace observou que "Lilo frequentemente demonstra compaixão pelas criaturas", mas, em última análise, considerou o humor da série como seu "ponto forte", apontando que o programa "até zomba de [seu próprio] escasso conteúdo educacional". 
Em seu livro de 2018 , The Encyclopedia of American Animated Television Shows, o autor David Perlmutter escreveu que o conceito do programa foi "sobrecarregado [...] com elementos formulaicos e derivados" que não foram encontrados no filme original, embora ele tenha elogiado a performance vocal de Kevin McDonald como Pleakley, chamando essa performance de "inteligente e divertida" e "a graça central do programa".  ]

## Links externos
- Lilo & Stitch: The Series. no IMDb.